# Nucené přesuny obyvatel v Sovětském svazu

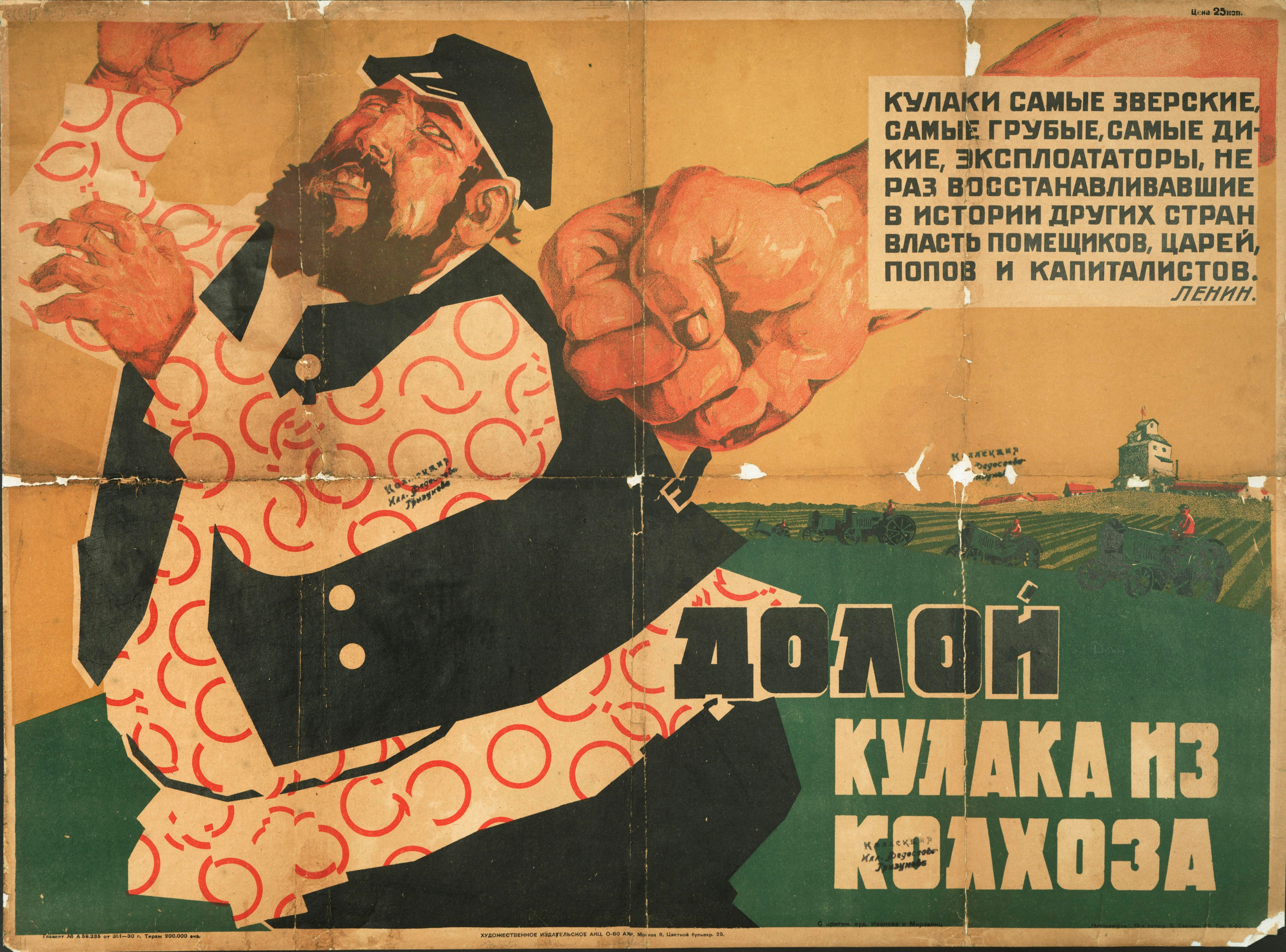
Sovětský propagandistický plakát útočící na tzv. kulaky

Nucené přesuny skupin obyvatel byla politika uplatňovaná v Sovětském svazu, a to především ve 30.–50. letech za vlády Josifa Stalina. Historikové odhadují, že v letech 1920–1951 muselo opustit své domovy z rozkazu sovětského vedení zhruba 20 milionů lidí, přičemž 800 000–1,5 milionu lidí při těchto vynucených transportech zahynulo. Nižší odhad vychází ze samotných sovětských archivů, vyšší číslo je odhad západních historiků (Steven Rosefielde, Norman Naimark).
Přesuny probíhaly v rámci některých společenských projektů jako byla kolektivizace venkova nebo industrializace, v rámci osidlování neobydlených či „vyčištěných“ oblastí, ale i v rámci politických perzekucí odpůrců režimu, nebo v rámci zvláštní Stalinovy národnosti politiky. Přesouvané skupiny byly definovány politicky (protisovětské živly), třídně (kulaci), národnostně (Poláci, Kurdové, Čečenci, Krymští Tataři apod.) i nábožensky (např. Svědkové Jehovovi). Zvláštní roli hraje boj proti tzv. kulakům („rozkulačení“), který znamenal první kompletní přesun jedné společenské třídy (1,8 milionu sedláků), a deportace sovětských Korejců v roce 1937, která byla prvním případem deportace celé jedné národnosti v Sovětském svazu. Vůbec prvním přesunem, již z 20. let, byla deportace 45 000 kozáků z Kavkazu na Ukrajinu ve 20. letech, další pak přišel až ve 30. letech. Je zjevné, že etnických deportací v čase přibývalo na úkor třídních a politických, zejm. po roce 1940. Deportace krymských Tatarů, Čečenců a Ingušů byly Ukrajinou (a třemi dalšími zeměmi) uznány jako genocida. Deportaci Čečenců označil za genocidu i Evropský parlament.
Největší množství obětí připadá na přesun kulaků (400 000 mrtvých), debaty se vedou o počtu obětí přesunu Čečenců, kde jsou odhady v širokém pásmu 100–400 tisíc mrtvých, u krymských Tatarů pak v pásmu 34 000–195 000 mrtvých. 90 tisíc mrtvých připadá na Poláky. Zvláštní kategorií jsou nucené deportace nesovětských občanů z nesovětských zemí do SSSR, zejména po druhé světové válce nebo v jejím průběhu. 

## Rozkulačení
Rozkulačení (rusky: раскулачивание) byla sovětská kampaň politických represí, včetně zatčení, deportací a poprav miliónů kulaků (bohatých rolníků) a jejich rodin v období 1929–1932. Stalin vyhlásil "likvidaci kulaků jakožto třídy" v roce 1929. Plán schválilo politbyro roku 1930 a rozpracoval ho čekista Jefim Jevdokimov. Aby se usnadnilo vyvlastnění zemědělské půdy pro projekt kolchozů a sovchozů, souběžná propagandistická kampaň vykreslila kulaky jako třídní nepřátele a reakcionáře. Bylo deportováno více než 1,8 milionu rolníků. Hlad, nemoci a popravy během rozkulačování vedly k 530 000 až 600 000 úmrtím, ačkoli existují i vyšší odhady. Ostatní byli deportování na Sibiř, na Ural nebo do Kazachstánu. Tato politika postavila veškeré zemědělství v Sovětském svazu pod státní kontrolu. Jedním z mála sovětských komunistů, kteří rozkulačení kritizovali, byl předseda rady lidových komisařů Alexej Rykov, který ho označil za metodu "válečného komunismu" a za nezodpovědnost v době, kdy je produktivita sovětského zemědělství stále ještě poloviční oproti západní Evropě. Rykov se později stal obětí Stalinovy Velké čistky.

## Deportace Krymských Tatarů
Krymští Tataři osídlili Krym ve 12. století při vzniku mongolské veleříše Zlaté hordy. Po jejím rozpadu založili roku 1443 Krymský chanát, jenž se již v roce 1475 stal vazalem Osmanské říše. Chanát podnikal četné nájezdy na Rus, roku 1521 krymská vojska dokonce oblehla Moskvu a při dalším nájezdu roku 1571 byla Moskva krymskými Tatary vypálena a tisíce obyvatelů byly odvlečeny do otroctví. Někteří historici odhadují, že při loupeživých nájezdech obávané krymskotatarské jízdy (tzv. sklízení stepi) mezi 15. a 18. stoletím byly odvlečeny a prodány z Ukrajiny a jižního Ruska do otroctví v Osmanské říši až 3 miliony lidí, především Ukrajinců a Rusů, ale také Bělorusů a Poláků. Po páté rusko-turecké válce (1768–1774) a porážce Osmanů byl Krym zcela ovládnut Ruským impériem a carevnou Kateřinou Velikou. V roce 1783 byl formálně připojen k Ruskému impériu. Tataři tehdy představovali 95 procent obyvatelstva Krymu. Ruská říše zahájila proces rusifikace, což se Tatarům nelíbilo. Dne 11. května 1944 vydal Výbor státní obrany SSSR vyhlášku s tvrzením, že Tataři spolupracovali s nacisty, že takzvané „Tatarské národní výbory“ se pokusily infiltrovat a sabotovat Rudou armádu a „soustředit svou činnost na pronásledování a útlak netatarského obyvatelstva na Krymu“ a nařídil vypovězení krymských Tatarů do Uzbecké sovětské socialistické republiky. V dobytčích vagónech bylo deportováno 191 000 krymských Tatarů (230 000 i s rodinnými příslušníky netatarské národnosti), 15 040 Řeků, 12 242 Bulharů, 9 600 Arménů a 3 650 Turků a Peršanů. Počet obyvatel Krymu se snížil o dvě třetiny, na jejich místo přišli postupně hlavně ruští váleční veteráni, důstojníci NKVD a prověření političtí pracovníci. Hladem nebo na nemoci, jako přímý důsledek deportace, zemřelo přes 100 000 lidí.